# Клое Корман
Клое́ Корма́н (фр. Cloé Korman; нар. 1983, Париж) — французька письменниця. Перший роман Корман «Барвисті чоловіки» (Les Hommes-couleurs) був відзначений премією Inter Book Prize.

## Біографія
Клое Корман виросла в містечку Булонь-Бійанкур, у єврейській родині, яка по матері походила з Ельзасу, а по батькові  – з Польщі.
У 2002 році вона вступила до Вищої нормальної школи в Ліоні, де вивчала англосаксонську літературу та історію мистецтва. З 2008 по 2010 рік працювала в Міністерстві культури та комунікацій, потім вирішила присвятити себе письменницькій та викладацькій діяльності.
У 2008 році Клое Корман переїхала до Нью-Йорка, де почала писати свій перший роман. З 2010 до 2013 року вона опублікувала два романи про кордони та міграцію у видавництві Сей: «Барвисті чоловіки», історія сучасного виходу в мексиканську пустелю; роман був відзначений премією Валері-Ларбо та премією Inter Book,. Потім з'явився роман «Пори року в Лувплен», присвячений заворушенням 2005 року, де авторка розповідає про зникнення алжирського іммігранта в департаменті Сена-Сен-Дені. Роман увійшов до короткого списку премії Медічі та премії Ренодо.
Третій роман Корман «Полудень», в якому йдеться про " вразливість дитинства, компроміси дорослих і сліпучу силу бажання ", був опублікований в тому ж таки видавництві Сей на початку літературного сезону 2018 року та увійшов до великого списку премії Ренодо.
Викладачка французької мови в коледжі Жана-П'єра-Тімбо в Бобіньї, вона керувала двома колективними роботами, створеними в результаті письменницьких семінарів з підлітками.
13 червня 2022 року її призначили радником з виступів та аргументації в офісі міністра національної освіти та молоді Пап Ндіай.
У жовтні 2022 року роман Корман «Майже сестри» потрапив до фінального списку Гонкурівської премії.

## Твори

### Романи та есе
- 2010 : Les Hommes-couleurs, Le Seuil, coll. " Cadre rouge " ISBN 978-2021001679 — prix du Livre Inter et prix Valery-Larbaud
- 2013 : Les Saisons de Louveplaine, Le Seuil, coll. " Cadre rouge " ISBN 978-2-02-112063-9
- 2018 : Midi, Le Seuil, coll. " Cadre rouge " ISBN 978-2-02-140358-9
- 2020 : Tu ressembles à une juive (essai autobiographique), Le Seuil, coll. " Cadre rouge " ISBN 978-2-02-143237-4
- 2022 : Les Presque Sœurs, Le Seuil, coll. " Cadre rouge " ISBN 978-2-02-142763-9

### Колективні збірки
- 2011 : La Courneuve, mémoire vive (dir.), éditions Médiapop ISBN 978-2918932031
- 2018: " Comment parler à un mur ? Zuccotti Park, New York ", avec Mathieu Larnaudie, in Le Livre des places, éditions Inculte ISBN 979-1095086710
- 2018 : Dans la peau d'une poupée noire: biographies imaginaires des poupées de la collection Deborah Neff, éditions Médiapop ISBN 978-2918932789